# Leptodoras juruensis
Leptodoras juruensis är en fiskart som beskrevs av Boulenger, 1898. Leptodoras juruensis ingår i släktet Leptodoras och familjen Doradidae. Inga underarter finns listade i Catalogue of Life.